# Aaron Boupendza
Aaron Salem Boupendza Pozzi, dit Aaron Boupendza, né le 7 août 1996 à Moanda (Gabon) et décédé le 16 avril 2025 à Hangzhou (Chine),, est un footballeur international gabonais jouant au poste d'avant-centre.

## Biographie

### Parcours en club
Aaron Boupendza commence sa carrière avec le Centre de formation de Mounana. Lors de sa première saison dans le championnat du Gabon, il inscrit plusieurs buts.
Ses performances lui permettent de signer lors de l'été 2016 aux Girondins de Bordeaux, pour évoluer dans un premier temps avec la réserve girondine. Après une saison complète en CFA 2, il est prêté en National 1, au Pau FC.

### Girondins de Bordeaux
En août 2016, Aaron Boupendza a signé avec l'équipe de Ligue 1 de Bordeaux pour jouer dans l'équipe réserve du club en cinquième division du Championnat National. Aaron Boupendza a été le meilleur buteur du Championnat National 2017-2018 avec 15 buts.
En juillet 2018, Aaron Boupendza a signé un nouveau contrat, pour rester au Nouveau Stade de Bordeaux jusqu'en 2021.

#### Révélation au Pau FC
Aaron Boupendza explose au Pau FC, disputant 21 matches et inscrivant 13 buts. Il est nommé dans l'équipe type de la saison.

### Prêt au Gazéléc Ajaccio puis au Tours FC
Le 19 juillet 2018, il est de nouveau prêté pour une saison par les Girondins de Bordeaux, cette fois en Ligue 2 au Gazélec Ajaccio. Après onze matchs sans avoir inscrit de but et un statut de remplaçant, il décide de résilier son prêt en accord avec le GFCA, au mois de décembre, et fait l'objet d'un nouveau prêt au Tours FC, retrouvant le championnat de National,.

#### Nouveau départ en Turquie
De retour de prêt, il est libéré par les Girondins de Bordeaux et signe avec le promu Hatayspor, qui évolue au sein de la Süper Lig pour la saison 2020-2021. Il s'illustre le 29 décembre 2020 en inscrivant un quadruplé sur la pelouse de Antalyaspor. Il a également été l’auteur de 22 buts en 36 matchs de championnat, dont cinq doublés et un quadruplé face à Antalyaspor (0-6), terminant ainsi meilleur buteur du championnat turc en 2020-2021. Ses performances ont permis à son club, de finir à la 6e place en fin de saison, et lui de se refaire une renommée en tant que goleador. 

#### Deux saisons dans le Golfe
En août 2021, Aaron Boupendza a rejoint le club de la Qatar Stars League Al-Arabi SC pour 4,5 millions d'euros. Le 8 mai 2022, Aaron Boupendza a marqué après trois minutes lors d'une victoire 3-2 contre Lusail SC pour soulever la Qatar FA Cup.
En août 2022, Aaron Boupendza a signé un contrat de trois ans avec Al Shabab FC de la Saudi Pro League. Aaron Boupendza a marqué 11 buts en 17 matchs lors de sa seule saison de championnat à Riyad, dont quatre le 31 mai 2023, alors que la campagne se terminait par une victoire 4-1 au Damac FC.

#### Joueur désigné en MLS
Le 13 mai 2023, Aaron Boupendza s'engage pour deux ans et demi au FC Cincinnati en Major League Soccer avec le statut de joueur désigné. Le 4 novembre 2023, Aaron Boupendza égalisent lors d'un match nul 1-1 à l'extérieur contre les New York Red Bulls avant de marquer lors d'une victoire aux tirs au but au premier tour des éliminatoires de la MLS Cup 2023.
Le contrat de Aaron Boupendza a été résilié par la Major League Soccer le 8 août 2024. Il avait été absent des entraînements du club pendant plusieurs semaines avant cette résiliation. Boupendza avait également manqué plusieurs semaines d'entraînement et de match après une bagarre en avril 2024 au cours de laquelle il s'était fracturé la mâchoire.

### Rapid București
En septembre 2024, Aaron Boupendza a signé un contrat de deux ans pour le club de Liga I Rapid București.

### Parcours en sélection
Aaron Boupendza reçoit sa première sélection en équipe du Gabon le 10 janvier 2016, en amical contre l'Ouganda (match nul 1-1). Il marque son premier but le 20 janvier 2016, contre le Rwanda, à l'occasion du championnat d'Afrique des nations (défaite 2-1).
Lors de l'année 2017, il joue deux matchs rentrant dans le cadre des éliminatoires du mondial 2018, contre la Côte d'Ivoire (défaite 0-3) et le Mali (match nul et vierge).
Aaron Boupendza a été convoqué pour la Coupe d'Afrique des Nations 2021 au Cameroun, où il a marqué le seul but de la victoire du premier groupe contre les Comores, qui faisaient leurs débuts dans le tournoi. En huitièmes de finale contre le Burkina Faso, Aaron Boupendza a marqué son essai lors d'une défaite aux tirs au but.

### Mort
Aaron Boupendza meurt à 28 ans, le 16 avril 2025, après être tombé du 11e étage d'un immeuble en Chine. Le président gabonais Brice Oligui Nguema lui rend hommage peu après sa mort. La piste criminelle est rapidement écartée par la police chinoise. Par la suite la Fédération gabonaise de football confirme le décès de Aaron Boupendza.

## Palmarès
CF Mounana
- Champion du Gabon en 2016

 Al-Arabi SC
- Vainqueur de la Coupe du Qatar en 2022

 FC Cincinnati
- Vainqueur du Supporters' Shield en 2023.